# Submillimeter Wave Astronomy Satellite
Submillimeter Wave Astronomy Satellite (Satélite Astronómico de Ondas Submilimétricas) o SWAS, también denominado Explorer 74, es un observatorio espacial para realizar observaciones en el rango de las microondas. Fue lanzado el 6 de diciembre de 1998 desde Point Arguello mediante un cohete Pegasus.

## Objetivos
El objetivo principal de SWAS era realizar observaciones en el rango de 490 a 550 GHz para estudiar el enfriamiento de los núcleos de nubes moleculares y estudiar los lugares de formación estelar de la Vía Láctea mediante la observación de las líneas características del oxígeno molecular y del agua.

## Características
SWAS portaba un telescopio de 0,6 m de diámetro y un espectrómetro acusto-óptico.
El observatorio realizó observaciones hasta el 21 de julio de 2004, en que fue apagado. Fue reactivado en junio de 2005 durante tres meses para observar los efectos del impacto de la sonda Deep Impact con el cometa 9P/Tempel 1.